# Untermensch
Untermensch er et udtryk fra nazisterne sprogbrug og eugeniken. Ifølge nationalsocialismens ideologi var "ariere", dvs. især de germanske folk overlegne alle andre. Især var jøderne nazisterne værste fjender.
Allerede i Adolf Hitlers bog Mein Kampf, blev jøder klassificeret som "Folkefordærvere", "fjender af riget" og lignende brændemærker og kort efter nazisterne kom til magten, chikaneret og forfulgt. Nürnberg racelovene fra 1935 fastslog hvilke der var jøder eller "halvblods", og hvem der var "ariere". Men også andre "fremmede racer" som "slavere", "sorte" og "sigøjnere" blev kaldt "mindreværdige" minoriteter i forhold til den tyske flertalsbefolkning, ligesom "germanskblodede" "asocial" blev beskrevet som "undermennesker", blev forfulgt og truet af "udryddelse".
Nazisterne kunne delvist bygge på de populære folkelige indstillinger såsom antisemitisme og antiziganism.

Nazisterne klassifiserede undermennesker i forskellige typer, og mens jøderne skulle udryddes kunne slavere udnyttes som slavearbejdere.
Historikeren Robert Jan van Pelt skriver, at for nazisterne, "var det kun et lille skridt til en retorik, der opilnede det europæiske Mensch mod det sovjetiske Untermensch, som var kommet i kløerne på den jødiske-bolsjevisme.
De nazistiske ideologer definerede slavere som Untermenschen, der knap kunne udnyttes som slaver. Hitler og Goebbels sammenlignede dem med "kaninfamilier" eller "upåvirkelig dyr", der gik i "tomgang" og var "uorganiserede", og bredte sig som "en bølge af smuds". Den opfattelse, at slaverne var undermennesker var udbredt blandt tyske masserne og især anvendt på polakkerne. Opfattelsen fortsatte med at finde støtte, selv efter krigen. Biologilærerne i skolerne i Nazityskland underviste om forskellen mellem racerne af nordisk/tysk "Ubermenschen" og "uædle" jødiske og slaviske "Untermenschen".
Nazistiske antropologer forsøgte videnskabeligt at bevise den historiske blanding med slaverne længere mod øst: "De fleste slaver er kortskallede (har korte kranier), som beviser at de er ikke-nordiske". Hitler anså ikke slavere for at være arier, men udnyttede soldater fra nogle slaviske lande, f.eks. Kroatien og Bulgarien, der var rigets allierede. Begrebet de slaviske folk som "Untermensch" tjente navnlig nazisternes politiske mål, og blev brugt som legitimering af deres ekspansionistiske politik, især deres aggression mod Polen og Sovjetunionen for at skaffe Lebensraum, især i Ukraine. Det tredje riges tidlige planer (i Generalplan Ost) indbefattede tvangsforflytning, slaveri og eliminering for ikke mindre end 50 millioner mennesker, som ikke blev anset for egnet til Germanisering fra områder man ønskede at erobre i på Ukraines stepper, der var særligt mål for kolonisering af "Herrenvolk".
Tyskere og skandinaver blev beskrevet som germanske (ariske) eller overmennesker.

## Trivia
Untermenschen er et begreb, Nietzsche anvendte i modsætning til begrebet Overmenneske i bogen Således talte Zarathustra (tysk: Also sprach Zarathustra).